# DKK4
DKK4 (англ. Dickkopf WNT signaling pathway inhibitor 4) – білок, який кодується однойменним геном, розташованим у людей на 8-й хромосомі. Довжина поліпептидного ланцюга білка становить 224 амінокислот, а молекулярна маса — 24 876.
| 10         |  | 20         |  | 30         |  | 40         |  | 50         |
| ---------- |  | ---------- |  | ---------- |  | ---------- |  | ---------- |
| MVAAVLLGLS |  | WLCSPLGALV |  | LDFNNIRSSA |  | DLHGARKGSQ |  | CLSDTDCNTR |
| KFCLQPRDEK |  | PFCATCRGLR |  | RRCQRDAMCC |  | PGTLCVNDVC |  | TTMEDATPIL |
| ERQLDEQDGT |  | HAEGTTGHPV |  | QENQPKRKPS |  | IKKSQGRKGQ |  | EGESCLRTFD |
| CGPGLCCARH |  | FWTKICKPVL |  | LEGQVCSRRG |  | HKDTAQAPEI |  | FQRCDCGPGL |
| LCRSQLTSNR |  | QHARLRVCQK |  | IEKL       |  |            |  |            |

A: Аланін

C: Цистеїн

D: Аспарагінова кислота

E: Глутамінова кислота

F: Фенілаланін

G: Гліцин

H: Гістидин

I: Ізолейцин

K: Лізин

L: Лейцин

M: Метіонін

N: Аспарагін

P: Пролін

Q: Глутамін

R: Аргінін

S: Серин

T: Треонін

V: Валін

Кодований геном білок за функцією належить до білків розвитку. 
Задіяний у такому біологічному процесі, як сигнальний шлях Wnt. 
Секретований назовні.